# کاراسیموو
کاراسیموو (انگلیسی: Karasimovo) یک شهرک در شهرستان میشکینسکی استان باشقیرستان کشور روسیه است.